# نیکاندرو دورانته
نیکاندرو دورانته، (به پرتغالی: Nicandro Durante) (زاده ۱۳ سپتامبر ۱۹۵۶) کارآفرین، بازرگان و مدیر ارشد اجرایی برزیلی است، که در حال حاضر به‌عنوان مدیر عامل اجرایی شرکت بریتیش آمریکن توباکو فعالیت می‌کند.